# Calci carbide
Calci carbide, calci acetylide, hay đất đèn, khí đá là một hợp chất hóa học vô cơ có công thức CaC2. Màu sắc của đất đèn phụ thuộc vào kích cỡ và tạp chất, từ đen cho đến trắng xỉn. Ứng dụng chủ yếu của calci carbide là để tạo ra acetylen (C2H2) . Ở Trung Quốc, acetylen là nguyên liệu quan trọng của công nghiệp hóa chất, đặc biệt là để chế tạo polyvinyl chloride (PVC). Trong một số vùng, tạo ra acetylen từ đất đèn rẻ hơn là từ dầu mỏ. Sản lượng calci carbide của Trung Quốc vẫn gia tăng. Năm 2005, nước này sản xuất 8,94 triệu tấn trong khi năng lực sản xuất là 17 triệu tấn. Trong khi đó, tại Hoa Kỳ, châu Âu và Nhật Bản, tiêu thụ đất đèn nói chung là giảm xuống. Sản lượng của Hoa Kỳ năm 1990 chỉ còn 236 ngàn tấn.

## Sản xuất đất đèn
Calci carbide được sản xuất ở quy mô công nghiệp trong các lò hồ quang ở nhiệt độ 2.000 ℃, nguyên liệu là vôi sống và than cốc. Phản ứng như sau:
CaO + 3C → CaC2 + CO
Đất đèn được tạo ra ở nhiệt độ rất cao (2.000 ℃), nhiệt độ không dễ tạo ra bằng phương pháp gia nhiệt truyền thống (bằng than hoặc củi). Vì lẽ đó, phản ứng phải thực hiện trong lò hồ quang với các thanh điện cực bằng than chì. Sản phẩm của phản ứng có khoảng 80% về khối lượng là calci carbide, có dạng hạt kích thước từ vài mm đến 50 mm. Những tạp chất chủ yếu nằm ở các hạt có kích thước nhỏ. Hàm lượng CaC2 trong sản phẩm được xác định bằng lượng acetylen tạo ra khi tác dụng với nước. Ví dụ, tiêu chuẩn của Anh và Đức cho sản phẩm đất đèn cục phải tạo ra 295 lít/kg và 300 lít/kg. Tạp chất trong đất đèn có hợp chất của phosphor, sẽ chuyển thành phosphin (PH3) khi tác dụng với hydro.
Phản ứng trên đóng vai trò quan trọng trong công nghiệp hóa chất thời Cách mạng công nghiệp. Cuối thế kỷ 19, ở Mỹ, sản xuất calci carbide có được nhờ lượng điện rẻ, khổng lồ của nhà máy thủy điện trên thác Niagara.

## Cấu trúc tinh thể
Calci carbide tinh khiết có dạng rắn gần như không màu. Ở nhiệt độ trong phòng, cấu trúc tinh thể phổ biến là cấu trúc giống muối với hai ion cacbon (C22−) nằm song song.

## Ứng dụng

### Sản xuất acetylen
Phản ứng với nước được nhà hoá học người Đức Friedrich Wohler phát hiện năm 1862:
CaC2 + 2 H2O → C2H2 + Ca(OH)2
Đây là phản ứng căn bản để tạo ra acetylen quy mô công nghiệp và là ứng dụng chủ yếu của calci carbide.

### Sản xuất calci cyanamide
Calci carbide phản ứng với nitơ ở nhiệt độ cao tạo thành calci cyanamide:
CaC2 + N2 → CaCN2 + C
Calci cyanamide được sử dụng làm phân bón hóa học. Nó bị thủy phân để trở thành cyanamide – H2NCN.

### Sản xuất thép
Đất đèn được sử dụng để:
- Khử lưu huỳnh trong sắt (gang trắng, gang xám và thép)
- Làm nhiên liệu sản xuất thép, chuyển các vụn sắt thành dạng lỏng tùy theo tính kinh tế.
- Chống oxy hóa ở các thiết bị môi (thìa) múc kim loại.

### Đèn carbide
Đất đèn được sử dụng để thắp sáng. Đèn carbide là thiết bị chiếu sáng sử dụng khí acetylen tạo ra khi tưới nước lên đất đèn. Đèn này không sử dụng trong các mỏ than bởi khí metan tại mỏ dễ gây nổ. Tại mỏ than, người ta dùng đèn Davy. Tuy vậy, đèn carbide đã từng được dùng rộng rãi tại các mỏ thiếc, đồng và mỏ đá, ngày nay, chúng được thay thế bằng đèn dùng điện. Đèn carbide vẫn được sử dụng bởi một số nhà thám hiểm hang động và một số khu vực dưới lòng đất khác. Có một thời, chúng cũng được dùng làm đèn chiếu sáng trước ô tô trước khi đèn điện thay thế chúng hoàn toàn.

### Các ứng dụng khác
Đất đèn được dùng để thúc trái cây chín nhanh bởi khí acetylen là chất làm trái cây chín (tương tự khí ethylen).
Tại Hà Lan và Bỉ ngày này, có một tập quán truyền thống tên là Carbidschieten. Để tạo tiếng nổ, đất đèn và nước được đổ vào một thùng đựng sữa có nắp đậy. Chúng được kích nổ bằng đuốc. Một số làng ở Hà Lan đốt nhiều thùng như thế một lúc như một truyền thống cổ xưa. Truyền thống này đến từ một tôn giáo đa thần cổ với ý nghĩa xua đuổi các linh hồn.
Nó còn được sử dụng tạo tiếng nổ lớn cho các phát bắn tượng trưng của súng thần công.
Cùng với calci phosphide, calci carbide có trong pháo hiệu hàng hải nổi, tự cháy.